# Buddy Boeheim
Jackson Thomas "Buddy" Boeheim, né le 11 novembre 1999 à Fayetteville dans l'État de New York, est un joueur américain de basket-ball évoluant au poste d'arrière voire d'ailier.

## Biographie

### Carrière universitaire
Entre 2018 et 2022, il évolue pour l'Orange de Syracuse.

### Carrière professionnelle

#### Pistons de Détroit (depuis 2022)
Il n'est pas sélectionné lors de la draft 2022 mais signe un contrat two-way avec les Pistons de Détroit quelques jours plus tard.

## Palmarès

### Université
- First-team All-ACC (2022)

## Statistiques

### Universitaires
| Saison    | Équipe   | Matchs | Titul. | Min./m | % Tir | % 3pts | % LF | Rbds/m. | Pass/m. | Int/m. | Ctr/m. | Pts/m. |
| --------- | -------- | ------ | ------ | ------ | ----- | ------ | ---- | ------- | ------- | ------ | ------ | ------ |
| 2018-2019 | Syracuse | 32     | 5      | 17.1   | .381  | .353   | .788 | 1.6     | 1.0     | .6     | .1     | 6.8    |
| 2019-2020 | Syracuse | 32     | 32     | 35.6   | .407  | .370   | .714 | 1.9     | 2.2     | 1.1    | .2     | 15.3   |
| 2020-2021 | Syracuse | 25     | 25     | 36.2   | .433  | .383   | .849 | 2.6     | 2.6     | 1.3    | .0     | 17.8   |
| 2021-2022 | Syracuse | 32     | 32     | 38.0   | .406  | .341   | .884 | 3.4     | 3.1     | 1.5    | .1     | 19.2   |
| Carrière  | Carrière | 121    | 94     | 31.5   | .410  | .362   | .827 | 2.4     | 2.2     | 1.1    | .1     | 14.6   |

## Vie privée
Il est le fils de Jim, entraîneur de l'Orange de Syracuse depuis 1976 et ancien assistant de l'Équipe des États-Unis.